# Dobrinj
Dobrinj (italsky Dobrigno) je malá vesnice a středisko stejnojmenné opčiny v Chorvatsku v Přímořsko-gorskokotarské župě. Nachází se ve vnitrozemí ostrova Krk. V roce 2011 žilo v Dobrinji 109 obyvatel, v celé opčině pak 2 078 obyvatel. Ačkoliv je střediskem opčiny vesnice Dobrinj, největší vesnicí v opčině je Šilo.
Samotný Dobrinj neleží u moře, u moře leží vesnice Šilo, Klimno, Soline, Čižići a Rudine.
V opčině se nachází 19 trvale obydlených vesnic:
- Čižići – 113 obyvatel
- Dobrinj – 109 obyvatel
- Gabonjin – 201 obyvatel
- Gostinjac – 77 obyvatel
- Hlapa – 63 obyvatel
- Klanice – 50 obyvatel
- Klimno – 116 obyvatel
- Kras – 227 obyvatel
- Polje – 300 obyvatel
- Rasopasno – 104 obyvatel
- Rudine – 5 obyvatel
- Soline – 47 obyvatel
- Sužan – 84 obyvatel
- Sveti Ivan Dobrinjski – 47 obyvatel
- Sveti Vid Dobrinjski – 61 obyvatel
- Šilo – 384 obyvatel
- Tribulje – 54 obyvatel
- Žestilac – 9 obyvatel
- Županje – 27 obyvatel

Nachází se zde i zaniklá vesnice Dolovo.